# Acontia opalinoides
Acontia opalinoides là một loài bướm đêm trong họ Noctuidae.